# Tapinanthus pentagonia
Tapinanthus pentagonia är en tvåhjärtbladig växtart som först beskrevs av Dc., och fick sitt nu gällande namn av Van Tiegh.. Tapinanthus pentagonia ingår i släktet Tapinanthus och familjen Loranthaceae. Inga underarter finns listade i Catalogue of Life.